# Connotea
Connotea est une application web gratuite de gestion bibliographique, dédiée principalement à l'organisation des publications scientifiques par les chercheurs et étudiants.

## Description
En 2013, Nature annonce la fermeture du site pour le 12 mars de la même année.